# 페드로 페트로네
페드로 페트로네 스치아보네(스페인어: Pedro Petrone Schiavone; 1905년 5월 11일, 몬테비데오 ~ 1964년 12월 13일, 몬테비데오)는 우루과이의 전직 축구 선수로, 현역 시절 스트라이커로 활약했다. 그의 별칭은 포수(Artillero)로 그의 특출한 골 결정력에서 비롯되었다.

## 클럽 경력
현역 시절, 페트로네는 대체로 나시오날에서 활약했는데, 이 구단 소속으로 2번(1924, 1934) 국내 리그를 우승했고, 이탈리아로 건너가 피오렌티나에서도 뛰며 44경기에서 37골을 넣었다. 그는 1931-32 시즌에 세리에 A 득점왕에 등극하기도 했다. 이탈리아 시절, 페트로네는 100미터에 11초를 주파하는 기록을 세워 리그에서 가장 빠른 선수로도 알려졌다.

## 국가대표팀 경력
페트로네는 우루과이 국가대표팀 일원으로 1924년과 1928년에 두 차례 하계 올림픽에 참가하여 두 번 모두 금메달을 목에 걸었고, 1930년 월드컵도 석권했다. 그는 1924년 하계 올림픽에서 첫 금메달을 딸 당시 19세 1개월이었고, 7골로 대회 득점왕에 올라 올림픽 축구 역사상 최연소 금메달리스트로 현재까지 이름을 올리고 있다.
페트로네는 우루과이 국가대표팀 경기에 29번 출전해 24골을 넣었지만, 국제 축구 연맹의 비공식 기록까지 합치면 80경기에 출전해 36골을 넣은 것이 된다. 그는 현재 우루과이 국가대표팀 역대 최다 득점 7위에 올라 있다.

## 최후
페트로네는 1964년 몬테비데오에서 향년 59세로 영면에 들었다.

## 수상

### 클럽
나시오날
- 우루과이 프리메라 디비시온: 1924, 1933

### 국가대표팀
우루과이
- 하계 올림픽 금메달: 1924, 1928
- 남미 축구 선수권 대회
  - 우승: 1923, 1924
  - 준우승: 1927
  - 3위: 1929
- 월드컵: 1930

### 개인
- 남미 축구 선수권 대회 득점왕: 1923, 1924, 1927
- 남미 축구 선수권 대회 최우수 선수: 1924
- 올림픽 축구 득점왕: 1924
- 세리에 A 득점왕: 1931–32